# 剛果民主共和國伊斯蘭教
伊斯蘭教，在18世紀傳入現在剛果民主共和國的東部邊境，由阿拉伯人象牙商人引入。一般相信穆斯林佔全國人口1.5%
多數穆斯林是遜尼派，遵循馬里基教法學派，10%是什葉派，6%人是阿赫邁底亞教派。